# Bukowiany
Bukowiany is een plaats in het Poolse district Opatówski, woiwodschap Święty Krzyż. De plaats maakt deel uit van de gemeente Sadowie en telt 100 inwoners.